# كفر اللاوندي
قرية كفر اللاوندى هي إحدى القرى التابعة لمركز أجا في محافظة الدقهلية في جمهورية مصر العربية. حسب إحصاءات سنة 2006، بلغ إجمالي السكان في كفر اللاوندى 6578 نسمة، منهم 3356 رجل و3222 امرأة.